# Mozilla Sunbird
Mozilla Sunbird är ett kalenderprogram utvecklat av Mozilla Foundation. Sunbird som fristående program slutade utvecklas 30 mars 2010, men en tilläggsversion till Mozilla Thunderbird finns alltjämt, under namnet Mozilla Lightning.